# Џоана Дру
Џоана Летиша Дру (енгл. Joanne Letitia Dru; Логан, 31. јануар 1922 — Лос Анђелес, 10. септембар 1996) била је америчка глумица.

## Филмографија
| Улоге  |                      |               |                 |          |
| Година | Српски назив         | Изворни назив | Улога           | Напомена |
| 1949.  | Носила је жуту траку |               | Оливија Дандриџ |          |
| 1949.  | Сви краљеви људи     |               | Ен Стентон      |          |